# Hipótese da hipertensão na escravidão
A hipótese da hipertensão na escravidão propõe que taxas desproporcionalmente elevadas de hipertensão entre pessoas negras no Novo Mundo se devem à pressão seletiva que favoreceu indivíduos que retiveram mais sódio entre os escravizados negros durante a Passagem do Meio.

## História
Foi originalmente proposta em 1983 por Clarence Grim e Thomas W. Wilson, que posteriormente a promoveram intensamente durante o restante da década de 1980. Ela ganhou considerável atenção da mídia quando Grim a apresentou em uma conferência em 1988. Em 1990, foi publicado o primeiro livro-texto médico que mencionava a hipótese. O primeiro artigo revisado por pares que defendia a hipótese foi publicado por Wilson e Grim em 1991. Este estudo também recebeu considerável atenção da mídia.
Em dezembro de 2004, foi publicado um artigo intitulado CYP3A Variation and the Evolution of Salt-Sensitivity Variants que chamou a atenção para a importância dos alelos CPY3A5*1 e CPY3A5*3 do citocromo P450 CYP3A5 na doença hipertensiva. O artigo demonstrou uma correlação substancial entre a latitude geográfica e a distribuição do alelo CPY3A5, com os afro-americanos descendentes do tráfico de escravos tendo retido o haplótipo equatorial.
Em 2005, a tese de que os afro-americanos, cujas origens remontam à era da escravidão, apresentam menor expectativa de vida devido à doença hipertensiva associada ao tráfico de escravos foi revisitada pela equipe acadêmica de David Cutler, Roland G. Fryer Jr. e Nathan Glazer. Este artigo foi circulado como mimeo, apresentado em uma conferência e recebeu 12 citações na literatura, apesar de nunca ter sido publicado em uma revista formal. O artigo mostra que os afro-americanos descendentes do tráfico de escravos, em sua maioria, retiveram o alelo associado às populações equatoriais, possuem maior retenção de sódio do que outras populações nos Estados Unidos (incluindo pessoas negras que emigraram para os Estados Unidos após o fim do tráfico de escravos) e, consequentemente, apresentam uma doença hipertensiva mais elevada.
A tese ganhou nova atenção da mídia quando Oprah Winfrey mencionou a hipótese em uma entrevista com Dr. Oz em 2007.
Desde que foi originalmente proposta, a hipótese tem sido contestada, e tem sido descrita como um "mito". Os detratores argumentam que a hipótese é inconsistente com evidências históricas relativas à deficiência de sal na África ou às causas de morte a bordo dos navios negreiros. Grim e Robinson responderam a Kaufman e Hall, mantendo a validade da hipótese e sua consistência com as descrições históricas da escravidão.